# Positronic

Một electron và positron quay quanh trung tâm khối lượng chung của chúng.. Đây là một trạng thái lượng tử ràng buộc được gọi là positronic.

Positronic (Ps) là một hệ thống bao gồm một electron và chất phản hạt của nó, một positron, liên kết với nhau thành một nguyên tử ngoại lai, đặc biệt là một onium. Hệ thống không ổn định: hai hạt hủy lẫn nhau để tạo ra chủ yếu hai hoặc ba tia gamma, tùy thuộc vào trạng thái spin tương đối. Quỹ đạo  và mức năng lượng của hai hạt tương tự như nguyên tử hydro (là trạng thái liên kết của proton và electron). Tuy nhiên, do khối lượng giảm, tần số của các vạch quang phổ nhỏ hơn một nửa so với các vạch hydro tương ứng.

## Các trạng thái
Khối lượng của positronic là 1.022   MeV, gấp đôi khối lượng electron trừ đi năng lượng liên kết của một vài eV. Trạng thái cơ bản của positronic, giống như của hydro, có hai cấu hình có thể phụ thuộc vào sự định hướng tương đối của các spin của electron và positron.
Trạng thái singlet, 1
S
0 
 1
S
0 
 1
S
0, với các vòng quay song song (S   = =   0, M s   = =   0) được gọi là para -poseitronium (p -Ps). Nó có tuổi thọ trung bình là 0,125   ns và phân rã tốt nhất là thành hai tia gamma có năng lượng 511 mỗi (trong khung trung tâm). Bằng cách phát hiện các photon này, vị trí phân rã xảy ra có thể được xác định. Quá trình này được sử dụng trong chụp cắt lớp phát xạ positron. Para -poseitronium có thể phân rã thành bất kỳ số lượng photon chẵn nào (2, 4, 6,...), nhưng xác suất giảm nhanh chóng với số lượng: tỷ lệ phân nhánh để phân rã thành 4 photon là 1439(2)×10−6.
Tuổi thọ của Para- positronium trong chân không xấp xỉ 
{\displaystyle t_{0}={\frac {2\hbar }{m_{\mathrm {e} }c^{2}\alpha ^{5}}}=0.1244~\mathrm {ns} .}
Trạng thái bộ ba, 3 S 1, với các spin song song (S   = =   1, M s   = =   −1, 0, 1) được gọi là ortho -positronium (o -Ps). Nó có tuổi thọ trung bình là 14205±002 ns, và phân rã hàng đầu là ba gamma. Các chế độ phân rã khác là không đáng kể; chẳng hạn, chế độ năm photon có tỷ lệ phân nhánh 10−6.
Ortho -positronium đời trong chân không có thể được tính toán xấp xỉ như sau:
{\displaystyle t_{1}={\frac {{\frac {1}{2}}9h}{2m_{\mathrm {e} }c^{2}\alpha ^{6}(\pi ^{2}-9)}}=138.6~\mathrm {ns} .}
Tuy nhiên, các phép tính chính xác hơn với hiệu chỉnh thành O (α²) mang lại giá trị 7.040   μ s − 1 cho tốc độ phân rã, tương ứng với thời gian sống là 142 ns.
Positronium ở bang 2S là siêu bền có tuổi thọ 1100 ns chống lại sự hủy diệt. Các positronium được tạo ra trong trạng thái kích thích như vậy sẽ nhanh chóng xếp tầng xuống trạng thái cơ bản, nơi sự hủy diệt sẽ xảy ra nhanh hơn.

### Đo
Các phép đo của tuổi thọ và mức năng lượng này đã được sử dụng trong các thử nghiệm chính xác về điện động lực học lượng tử, xác nhận dự đoán điện động lực học lượng tử (QED) với độ chính xác cao.
Sự hủy diệt có thể tiến hành thông qua một số kênh, mỗi kênh tạo ra tia gamma với tổng năng lượng là 1022 (tổng năng lượng của electron và positron), thường là 2 hoặc 3, với tối đa 5 photon tia gamma được ghi lại từ một lần hủy.
Việc tiêu diệt thành một cặp neutrino Khantineutrino cũng có thể xảy ra, nhưng xác suất được dự đoán là không đáng kể. Tỷ lệ phân nhánh cho phân rã o -Ps cho kênh này là 62×10−18 (cặp antineutrino electron neutrinoTHER) và 95×10−21 (đối với hương vị khác)  trong các dự đoán dựa trên Mô hình Chuẩn, nhưng có thể là tăng bởi các đặc tính neutrino không chuẩn, như mô men từ tương đối cao. Các giới hạn trên thử nghiệm về tỷ lệ phân nhánh cho phân rã này (cũng như phân rã thành bất kỳ hạt "vô hình" nào) là < 43×10−7 đối với p -Ps và < 42×10−7 đối với o -Ps.

## Mức năng lượng
Trong khi tính toán chính xác mức năng lượng positronium sử dụng phương trình Bethe, Salpeter hoặc phương trình Breit, sự tương đồng giữa positronium và hydro cho phép ước tính sơ bộ. Trong phép tính gần đúng này, các mức năng lượng khác nhau do khối lượng hiệu dụng khác nhau, m *, trong phương trình năng lượng (xem các mức năng lượng điện tử cho một đạo hàm):
{\displaystyle E_{n}=-{\frac {\mu q_{\mathrm {e} }^{4}}{8h^{2}\varepsilon _{0}^{2}}}{\frac {1}{n^{2}}},}
Ở đâu:
qe là cường độ điện tích của electron (giống như positron),
h là hằng số Planck,
ε0 là hằng số điện (còn được gọi là hằng số không gian trống),
μ là khối lượng giảm: 
{\displaystyle \mu ={\frac {m_{\mathrm {e} }m_{\mathrm {p} }}{m_{\mathrm {e} }+m_{\mathrm {p} }}}={\frac {m_{\mathrm {e} }^{2}}{2m_{\mathrm {e} }}}={\frac {m_{\mathrm {e} }}{2}},}
trong đó me và mp lần lượt là khối lượng của electron và positron (tương tự theo định nghĩa là phản hạt).
Do đó, đối với positronium, khối lượng giảm của nó chỉ khác với electron theo hệ số 2. Điều này khiến cho mức năng lượng cũng gần bằng một nửa so với mức chúng dành cho nguyên tử hydro.
Vì vậy, cuối cùng, mức năng lượng của positronium được đưa ra bởi
{\displaystyle E_{n}=-{\frac {1}{2}}{\frac {m_{\mathrm {e} }q_{\mathrm {e} }^{4}}{8h^{2}\varepsilon _{0}^{2}}}{\frac {1}{n^{2}}}={\frac {-6.8~\mathrm {eV} }{n^{2}}}.}
Mức năng lượng thấp nhất của positronium (n = 1) là − 6,8   điện tử   (eV). Cấp độ tiếp theo là −17 eV. Dấu hiệu tiêu cực là một quy ước ngụ ý một trạng thái ràng buộc. Positronium cũng có thể được xem xét bởi một hình thức cụ thể của phương trình Dirac hai cơ thể; Hai hạt có tương tác Coulomb có thể được phân tách chính xác trong khung động lượng (tương đối tính) và năng lượng trạng thái mặt đất đã thu được rất chính xác bằng phương pháp phần tử hữu hạn của J. Shertzer và được xác nhận gần đây. Kết quả của họ dẫn đến việc phát hiện ra các trạng thái dị thường. Phương trình Dirac có Hamilton bao gồm hai hạt Dirac và thế năng Coulomb tĩnh không phải là bất biến tương đối. Nhưng nếu người ta thêm các điều khoản 1/c2n (hoặc α2n, trong đó α là hằng số cấu trúc mịn), trong đó n = 1,2…, thì kết quả là bất biến tương đối. Chỉ có thuật ngữ hàng đầu được bao gồm. Đóng góp α2 là thuật ngữ Breit; công nhân hiếm khi đi đến α4 vì tại α3 người ta có dịch chuyển Lamb, đòi hỏi điện động lực học lượng tử.

## Lịch sử

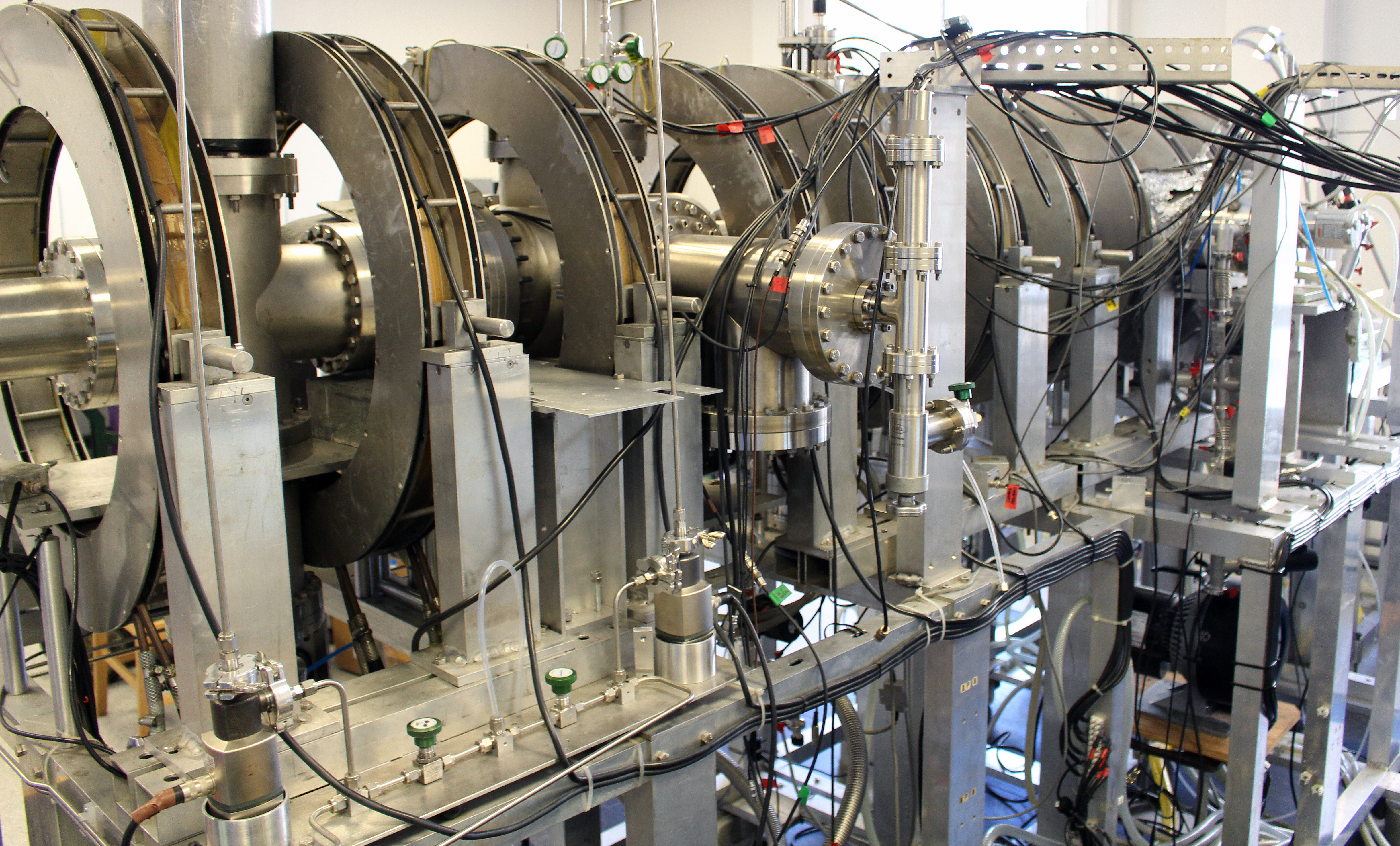
Chùm tia Positronium tại Đại học College London, một phòng thí nghiệm được sử dụng để nghiên cứu các tính chất của positronium

Stjepan Mohorovičić dự đoán sự tồn tại của positronium trong một bài báo năm 1934 được xuất bản trên Astronomische Nachrichten, trong đó ông gọi nó là "electrum". Các nguồn khác cho rằng Carl Anderson đã dự đoán sự tồn tại của nó vào năm 1932 khi còn ở Caltech. Nó được Martin Deutsch phát hiện thực nghiệm tại MIT vào năm 1951 và được gọi là positronium. Nhiều thí nghiệm tiếp theo đã đo chính xác tính chất của nó và dự đoán đã được xác minh về điện động lực học lượng tử. Có một sự khác biệt được gọi là câu đố trọn đời ortho-positronium tồn tại trong một thời gian, nhưng cuối cùng đã được giải quyết bằng các phép tính và phép đo tiếp theo. Các phép đo bị lỗi do phép đo suốt đời của positronium không được khử trùng, chỉ được sản xuất ở một tỷ lệ nhỏ. Điều này đã mang lại cuộc sống quá dài. Ngoài ra các tính toán sử dụng điện động lực học lượng tử tương đối tính rất khó thực hiện, vì vậy chúng chỉ được thực hiện theo thứ tự đầu tiên. Sửa chữa liên quan đến các đơn đặt hàng cao hơn sau đó đã được tính toán trong một điện động lực học lượng tử không tương đối.

## Hợp chất ngoại lai
Liên kết phân tử đã được dự đoán cho positronium. Các phân tử của positronium hydride (PsH) có thể được thực hiện. Positronium cũng có thể tạo thành một xyanua và có thể hình thành liên kết với các halogen hoặc lithium.
Quan sát đầu tiên về các phân tử di-positronium Các phân tử gồm hai nguyên tử positronium đã được báo cáo vào ngày 12 tháng 9 năm 2007 bởi David Cassidy và Allen Mills từ Đại học California, Riverside.

## Xảy ra tự nhiên
Positronium ở các trạng thái năng lượng cao đã được dự đoán là dạng chủ yếu của vật chất nguyên tử trong vũ trụ trong tương lai xa nếu xảy ra sự phân rã proton. Sự hình thành tự nhiên của các nguyên tử positronium được dự đoán sẽ bắt đầu sau khoảng 1085 năm. Những nguyên tử này được cho là lớn hơn nhiều so với vũ trụ quan sát được hiện nay, với bán kính ước tính là 1 triệu triệu Parsec (khoảng 3,1·1034 mét). Do kích thước to lớn của chúng, các nguyên tử positronium tự nhiên sẽ có tuổi thọ rất dài, ước tính khoảng 10141 năm.